# Šárka Kubínová
Šárka Kubínová (ur. 19 kwietnia 1988 w Havlíčkovym Brodzie) – czeska siatkarka, grająca na pozycji rozgrywającej. Od sezonu 2016/2017 występuje w drużynie SK UP Ołomuniec.

## Sukcesy klubowe
Puchar Czech:
- 2006, 2011, 2012, 2017, 2019, 2020

Mistrzostwo Czech:
- 2006, 2007, 2011, 2012, 2019
- 2009, 2010, 2017, 2018
- 2008

MEVZA:
- 2011, 2019
- 2018

Mistrzostwo Szwajcarii:
- 2014
- 2013